# Godzilla, Mothra, King Ghidorah: Daikaijū Sōkōgeki
Godzilla, Mothra, King Ghidorah: Daikaijū Sōkōgeki (ゴジラ・モスラ・キングギドラ 大怪獣総攻撃 Gojira, Mosura, Kingu Gidora: Daikaijū Sōkōgeki?, también conocida como GMK o  en inglés: Godzilla, Mothra and King Ghidorah: Giant Monsters All-Out Attack) es una película japonesa del género kaiju de 2001 protagonizada por Godzilla, producida y distribuida por Tōhō. Es la 26ª película de la franquicia Godzilla, la 25ª película de Godzilla producida por Tōhō y la tercera película de la serie Millennium. La película es dirigida por Shūsuke Kaneko, escrita por Kaneko, Keiichi Hasegawa, y Masahiro Yokotani, y protagonizada por Chiharu Niiyama, Ryudo Uzaki, Masahiro Kobayashi, Takashi Nishina, Kaho Minami, Shinya Owada, Kunio Murai, Hiroyuki Watanabe, Shingo Katsurayama, Takeo Nakahara, Toshikazu Fukawa y Hideyo Amamoto. Al igual que las otras películas de la saga Millennium, es una secuela directa de la película original de Godzilla e ignora los eventos de todas las entregas anteriores.

## Sinopsis
En los años 50, la capital de Japón fue atacada y casi destruida por Godzilla. Desde entonces, Japón ha disfrutado de un gran periodo de paz, pero esa paz se ve alterada cuando un submarino del ejército japonés detecta una extraña silueta en el fondo del mar que recuerda a Godzilla. Nadie acepta tal posibilidad, excepto el Comandante Tachibana quien, en su niñez, fue testigo del ataque de Godzilla, por lo que no descarta el regreso del monstruo atómico.  

## Reparto
- Chiharu Niiyama como Yuri Tachibana.
- Ryudo Uzaki como el Almirante Taizo Tachibana.
- Masahiro Kobayashi como Teruaki Takeda.
- Shirō Sano como Haruki Kadokura.
- Kaho Minami como el Capitán de Inteligencia Kumi Emori.
- Shinya Owada como el teniente general Mikumo.
- Kunio Murai como secretario de la sede Masato Hinogaki.
- Hiroyuki Watanabe como Yutaka Hirose.
- Takashi Nishina como AD Aki Maruo.
- Shingo Katsurayama como el comandante de inteligencia SDF Tokihiko Kobayakawa.
- Toshikazu Fukawa como ayudante Miyashita.
- Masahiko Tsugawa como secretario jefe de gabinete.
- Katsuo Nakamura como pescador del puerto de Yaizu.
- Hideyo Amamoto como el profesor Hirotoshi Isayama.
- Ryo Kase como Fisher.
- Tomoe Shinohara como adolescente en un albergue y hospital.
- Kōichi Yamadera como productor de estudio de TV.
- Mizuho Yoshida como Godzilla.
- Akira Ohashi como King Ghidorah.
- Rie Ota como Baragon.

## Producción
El director Shūsuke Kaneko repasó varias ideas de guiones cuando intentaba concebir esta película. En el primer guion conocido, Godzilla se habría enfrentado a una versión renovada de Kamacuras, pero esta idea fue descartada ya que Godzilla había luchado contra otro kaiju parecido a un insecto en la película anterior (Godzilla tai Megaguirus: G Shōmetsu Sakusen). Una segunda idea involucró a Godzilla luchando contra un nuevo monstruo alienígena en un entorno futurista, pero el guion se consideró demasiado oscuro para una película de Godzilla. El concepto de Guardian Monsters vino a continuación, aunque el guion original de Kaneko originalmente tenía a Anguirus, Varan y Baragon defendiendo a Japón contra Godzilla. Toho le dijo que reemplazara a los dos anteriores con los más populares King Ghidorah y Mothra, ya que Anguirus y Varan no se consideraban lo suficientemente rentables como para garantizar un éxito de taquilla. Escéptico al principio, se las arregló para trabajar los dos monstruos en la película. 
La película es especialmente notable por los cambios realizados a los monstruos. Por ejemplo, Ghidorah jugó el papel de villano en películas anteriores de Godzilla; y en esta película aparece como un héroe. De hecho, Ghidorah es retratado unos pocos metros más pequeño que Godzilla; las encarnaciones anteriores del monstruo eran mucho más grandes, y se elevaban sobre Godzilla. 
Originalmente, se tenía la intención de Godzilla caminara con la espalda y la cola paralelas al suelo; sin embargo, esta idea se abandonó debido a la tensión que puso sobre Mizuho Yoshida (el actor que interpreta a Godzilla), y Godzilla mantuvo su postura tradicional. 
Mothra también fue renovado. Al igual que Ghidorah, Mothra se presenta como mucho más pequeña de lo normal y se parece más a una mariposa que a una polilla. Sus ataques de polvo de veneno y viento de huracán fueron eliminados, y fueron reemplazados por una explosión de aguijones disparados desde su abdomen. Además, las hadas sirvientes de Mothra, los shobijin, son eliminadas por completo (aunque existe un homenaje en forma de los gemelos de Gamera 3: Jyashin Iris Kakusei que miran con asombro a Mothra mientras vuela). 
Baragon también fue alterado. Se eliminó su rayo de calor, se cambió su rugido y su cuerno ya no es bioluminiscente. 
Aparentemente, la razón detrás de los cambios en Ghidorah, Mothra y Baragon se hicieron para que Godzilla pareciera más fuerte. El director Kaneko quería que Godzilla fuera el monstruo más poderoso de la película. Originalmente quería usar monstruos que son notablemente más pequeños y menos poderosos que Godzilla, como sus oponentes. Cuando Toho le recomendó que los reemplazara, lo compensó haciendo que Ghidorah y Mothra fueran más débiles de lo que normalmente eran. Fuyuki Shinada, quien diseñó los trajes de los monstruos para la película, estaba decepcionado de que Varan (su monstruo favorito de todos los tiempos) no iba a estar en la película, por lo que se comprometió al poner los rasgos faciales de Varan en las tres cabezas de Ghidorah. 
Además, los elementos radiactivos ha sido reemplazados por elementos más místicos. Godzilla tiene sus orígenes enraizados en el pasado de la Segunda Guerra Mundial de Japón. Aunque Godzilla todavía es un dinosaurio mutante creado por la bomba atómica, también se lo describe como una encarnación de los muertos o los que fueron dejados morir a manos del Ejército Imperial Japonés durante la Guerra del Pacífico. Kaneko, un pacifista de toda la vida, quería darle a la película un ángulo antiguerra. Se dejó el origen nuclear porque sabía que el público quería un Godzilla realista, pero pensó que funcionaba mejor con un elemento de fantasía. 

## Estreno
La película se estrenó en Japón el 15 de diciembre de 2001, En su primer fin de semana, recaudó aproximadamente $1,900,000. Al final de su carrera en taquilla recaudó un total de aproximadamente $20,000,000, con 2,400,000 entradas. Fue una de las películas de Godzilla más taquilleras de la serie Millennium en Japón. 

### Distribución doméstica
La película se lanzó en DVD el 27 de enero de 2004 y se lanzó en Blu-ray, junto con Godzilla × Mechagodzilla, el 9 de septiembre de 2014.